# キラーイ・パール (陸上選手)
キラーイ・パール（ハンガリー語: Király Pál、1896年11月7日 - 1969年1月4日）は、ハンガリーの陸上競技選手。
記録上1915年の5000メートル競走（ハンデキャップ付き）国内大会の優勝者としてその名が見られ、1919年にも5000メートル競走の選手として優勝を含む記録を残している。1922年にはマラソン（40,200m）で優勝、翌年にはマラソンと10000メートル競走でハンガリー記録を作って優勝した。
1924年にはパリオリンピックにマラソン、10000メートル競走の2種目で出場したが、記録は残せなかった。その一方で、国内大会ではクロスカントリーにも出場し2度優勝、マラソンでも国内記録を更新して優勝した。
1925年、コシツェで行われた第2回コシツェ平和マラソンで自己ベストの2時間41分55秒で優勝し、この年から始まったハンガリー年度チャンピオンとなっている。その後、1927年まで年度記録を作っている。1929年にはウィーンで行われたマラソンで4位に入った記録が残っている。
また、20kmの国内記録保持者でもあり、1935年に破られるまで保持していた。